# أب قرقرو (باسخن)
أب قرقرو (بالفارسية: آب قرقرو) هي قرية تقع في إيران في البلدة المركزية. يقدر عدد سكانها بـ 67 نسمة بحسب إحصاء 2016.